# Boulgou
Boulgou ist eine Provinz in der Region Centre-Est im westafrikanischen Burkina Faso mit 661.928 Einwohnern auf 6687 km².
Die Provinz besteht aus den Departements Bagré, Bané, Béguédo, Bissiga, Bittou, Boussouma, Garango, Komtoèga, Niaogho, Tenkodogo, Zabré, Zoaga und Zonsé. Der Name Boulgou stammt vom nahe Garango gelegenen Berg. Bewohner der Provinz sind hauptsächlich Bissa und Mossi.

## Lage der Departements/Gemeinden
| Karte | Nr.       | Departement/Gemeinde |
| ----- | --------- | -------------------- |
|       | 1         | Bagré                |
| 2     | Bané      |                      |
| 3     | Béguédo   |                      |
| 4     | Bissiga   |                      |
| 5     | Bittou    |                      |
| 6     | Boussouma |                      |
| 7     | Garango   |                      |
| 8     | Komtoèga  |                      |
| 9     | Niaogo    |                      |
| 10    | Tenkodogo |                      |
| 11    | Zabré     |                      |
| 12    | Zoaga     |                      |
| 13    | Zonsé     |                      |